# Andong (Zuid-Korea)
Andong is een stad in Zuid-Korea in de provincie Gyeongsangbuk-do.

## Geschiedenis

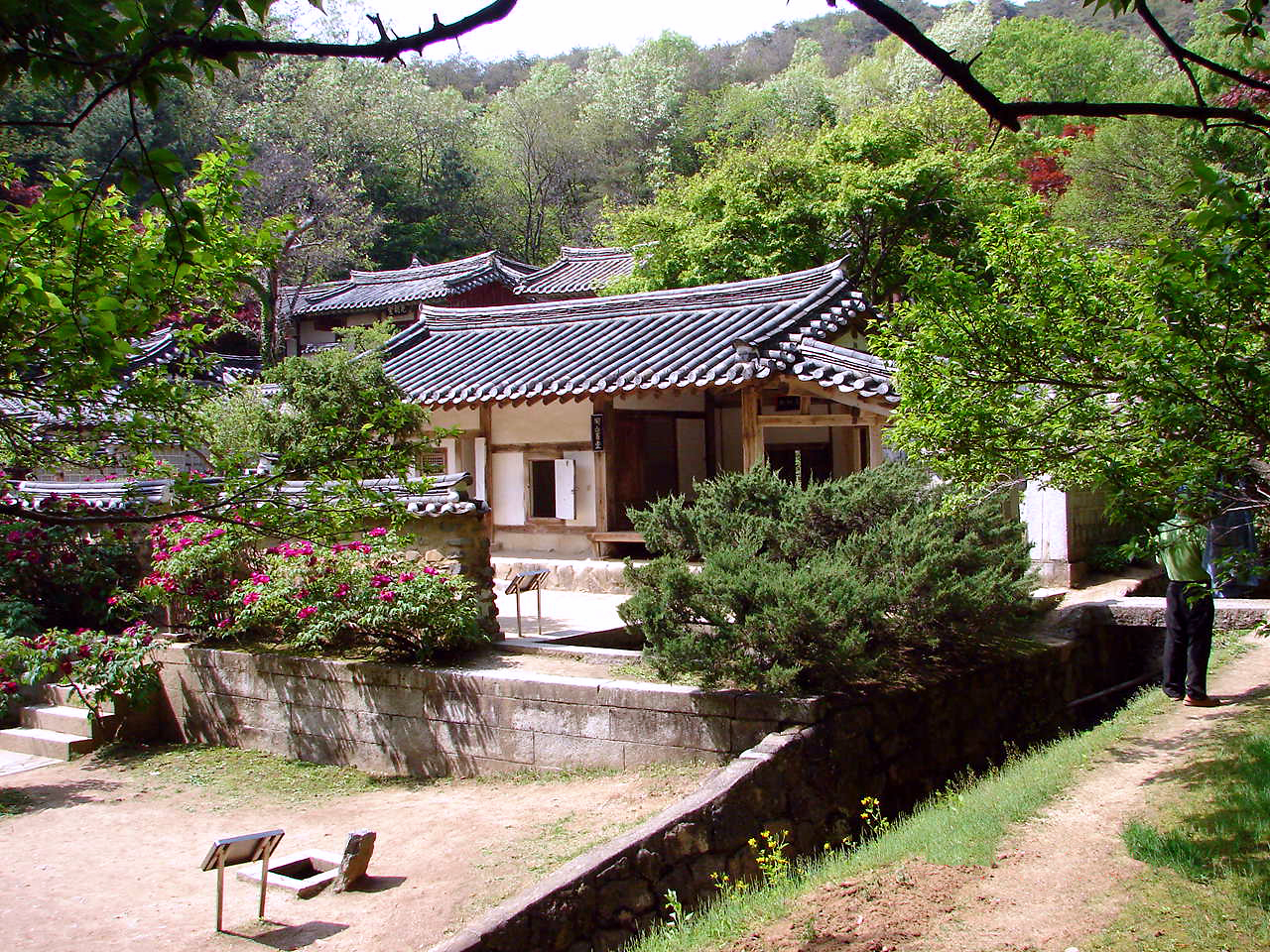
Dosan Seowon

Rond het begin van onze jaartelling werd Andong gesticht door de Jinhan, het werd toen Gochang genoemd. Tijdens de periode van de Drie koninkrijken van Korea stond het gebied onder controle van het koninkrijk Silla. De Slag bij Gochang werd hier in 930 uitgevochten; na de overwinning van Goryeo kreeg de stad de naam Andong.
Na de opkomst van de Joseondynastie (1392-1897) werd Andong een centrum van Confucianisme. Een van de meest prominente Koreaanse Confucius-geleerden uit die tijd was Toe-gye Yi Hwang (1501–70), hij kwam uit Andong en stichtte er de academie Dosan Seowon. 
Tijdens de Koreaanse oorlog werd in de streek van Andong veel strijd geleverd. Hoewel de stad grotendeels werd verwoest, werd deze weer snel opgebouwd.  
Tijdens de Japanse bezetting van Korea (1910 tot 1945), was het Japans de officiële taal. De stad had in die tijd de Japanse naam Andō (安東).
In 1976 werd de Andong Dam gebouwd, die voor de stad een betrouwbare bron van elektriciteit is.
Sinds de jaren 1970 heeft Andong zich snel ontwikkeld, hoewel het aantal inwoners met 70.000 daalde omdat veel van hen naar Seoul en andere grote steden trokken. Tegen het eind van de 20e eeuw werd het een centrum voor toerisme en cultuur. In het omliggende gebied worden veel oude tradities onderhouden, midden oktober vindt bijvoorbeeld het jaarlijkse Andong Folk Festival plaats. Een bekend aspect hiervan zijn de Andonger maskers.
De Universiteit van Andong, gespecialiseerd in lerarenopleiding en Koreaanse tradities, is sinds de jaren 1970 duidelijk gegroeid. Andere hogescholen zijn het Andong Institute of Information Technology, het Andong Science College en het Catholic Sangji College.

## Bezienswaardigheden
Andong heeft een overzichtelijk centrum. De „spijs- en drankstraat“ (음식의 거리) is door een gedecoreerde poort vanuit de hoofdstraat bereikbaar. Hier zijn uitsluitend restaurants te vinden, waar onder andere de plaatselijke specialiteit gestoofde kip wordt geserveerd. In de buurt bevindt zich de markt, die met doordachte passages gelijksoortig is opgebouwd als de traditionele markten in andere Koreaanse steden.

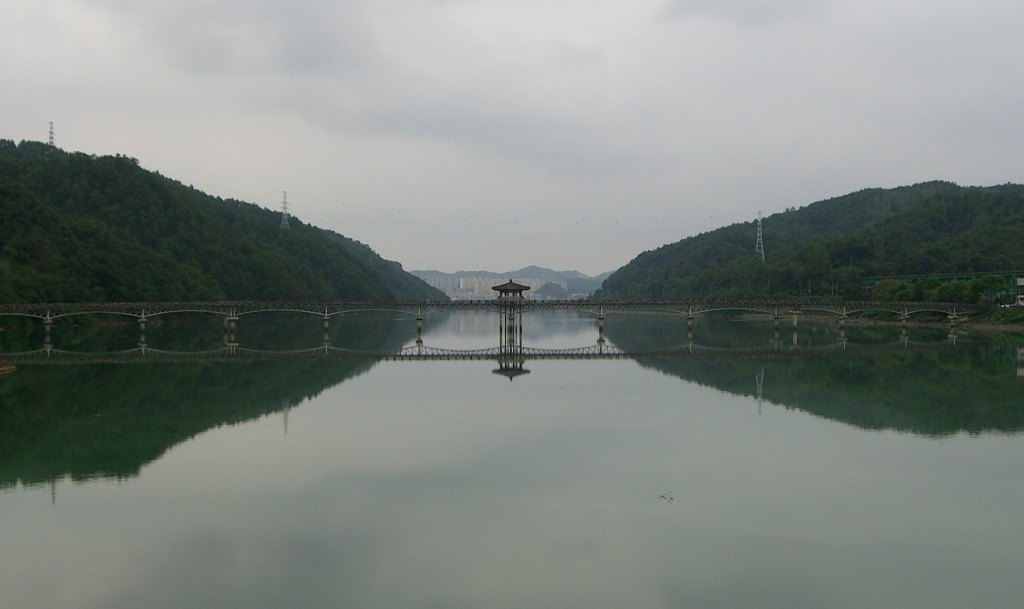
De Maanlichtbrug over de Nakdong-rivier

Niet ver van de stad ligt de Andong-dam in de Nakdonggang, Korea's langste rivier. Daarover ligt de Maanlichtbrug, met 387 meter de langste voetgangersbrug van Korea. Daar bevindt zich ook een klein streekmuseum met enkele traditionele huizen, die bij de aanleg van de dam moesten worden verplaatst. 
Ongeveer een kilometer bergopwaarts zijn de opnamelokaties van een serie van de KBC die in de tijd van de Joseondynastie speelt. Men ziet er de gevels van huizen uit die tijd en de reconstructie van een klein paleis met gevangenis. Het terrein, deels in gebruik als resort, is toegankelijk als er geen opnames plaatsvinden.
Ongeveer 25 km ten westen van Andong ligt het traditioneel gebouwde dorp Hahoe. Hier woont men nog in circa 130 huizen in oude stijl, omgeven door hoge muren. Enkele huizen zijn te bezichtigen, de meeste zijn niet toegankelijk.

## Afkomstig uit Andong
- Yi Hwang (1501–1570), geleerde van het Confucianisme
- Cho Yoon-jeong (* 1979), (voormalig) tennisspeelster
- Kim Jin-kyu (* 1985), voetballer

## Weblinks
- Offiële Website
- Andong International Mask Dance Festival

## Afbeeldingen

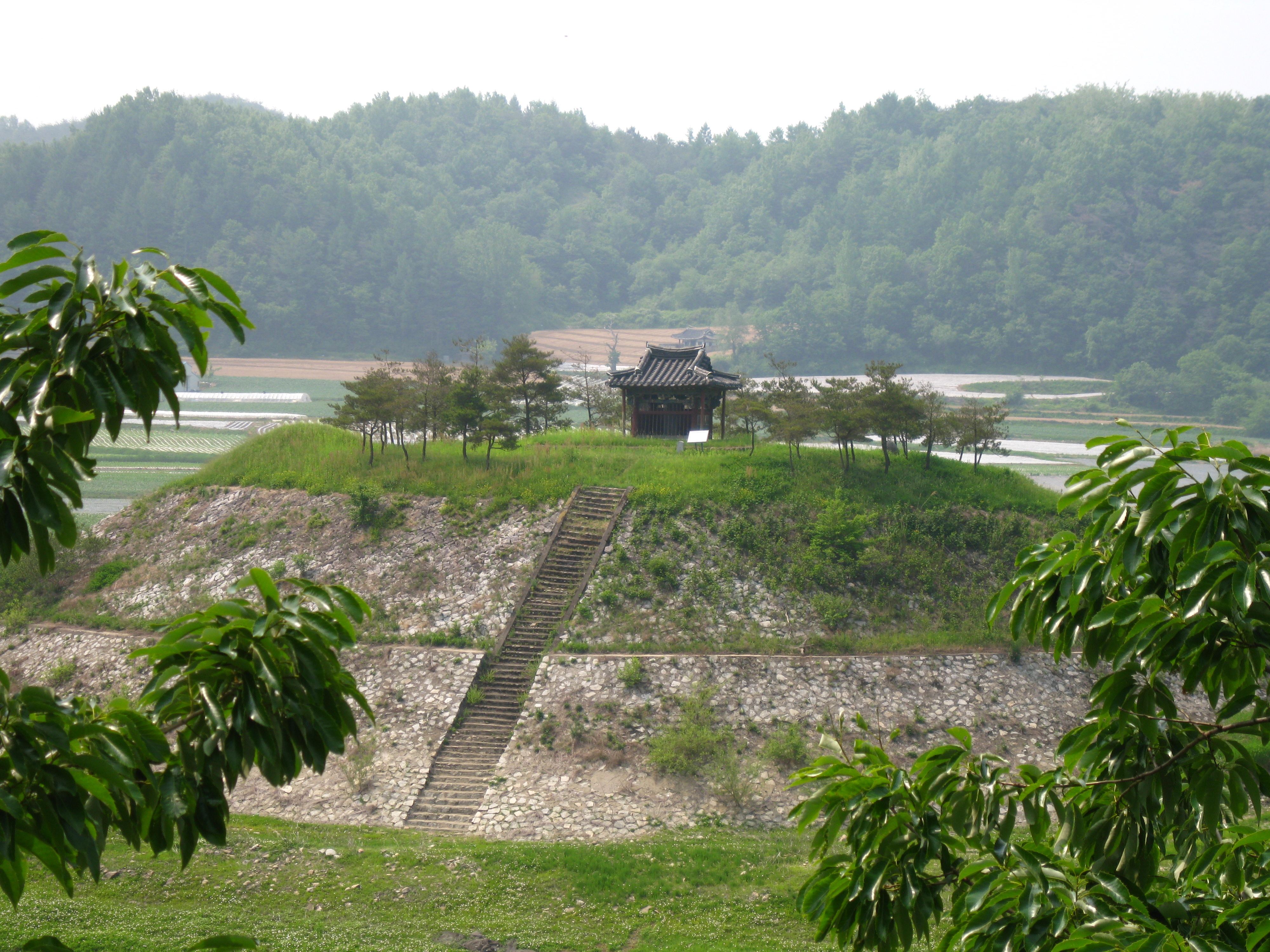
Sisadan
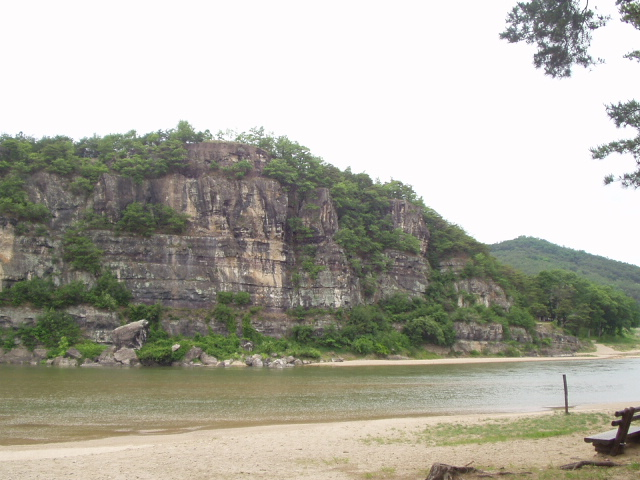
Buyeongdae
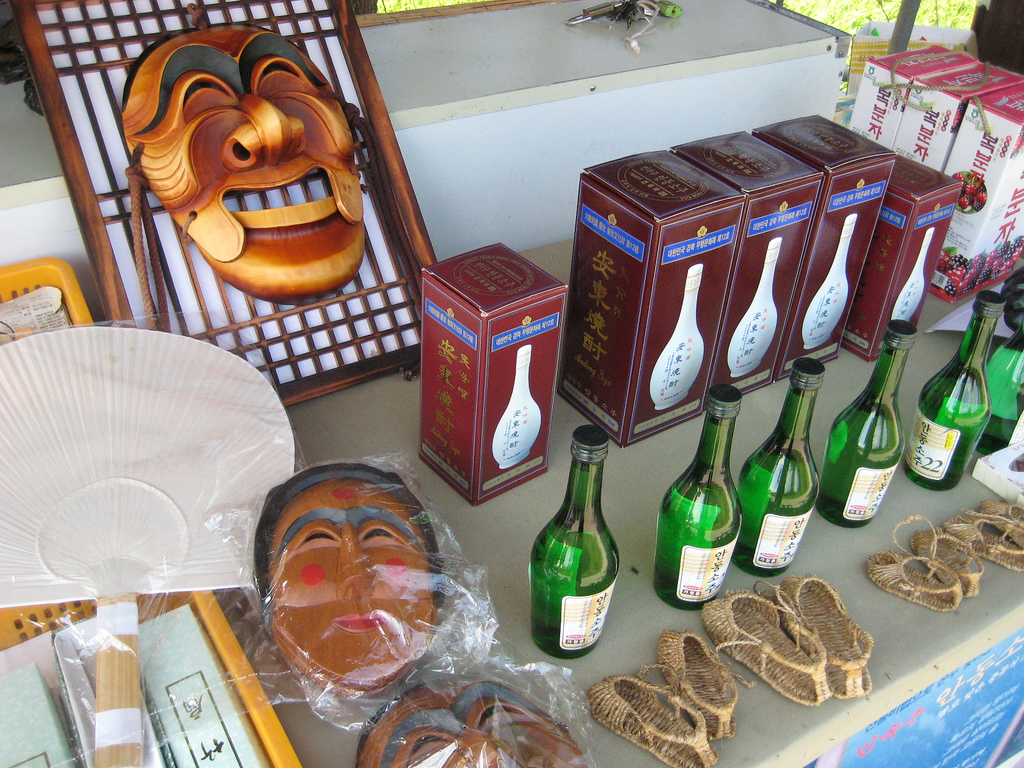
Andong soju en Hahoe-masker
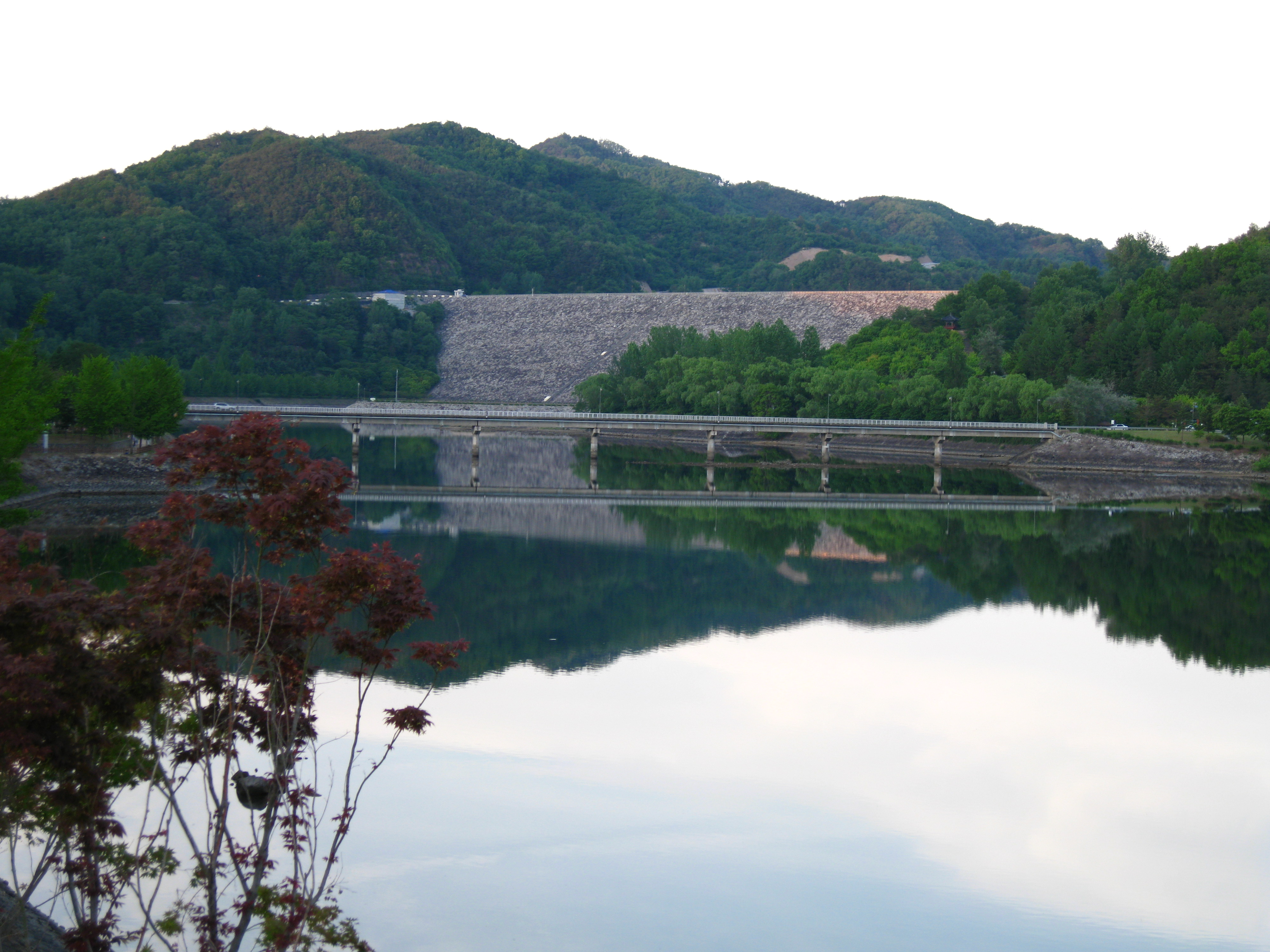
Brug bij de Andong dam.
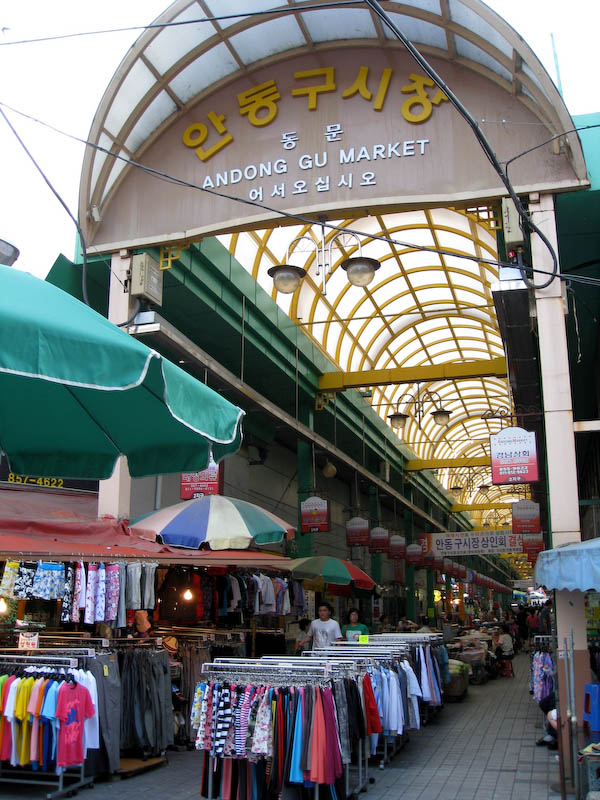
Andong Gu Market, in downtown Andong